# 5. периода хемијских елемената
Пета периода хемијских елемената у себи садржи један алкални метал, један земљани алкални метал, десет прелазних метала, два слаба метала, дваметалоида, један халогени елемент и један племенити гас. Петој периоди припадају елементи: рубидијум, стронцијум, итријум, цирконијум, ниобијум, молибден, техницијум, рутенијум, родијум, паладијум, сребро, кадмијум, индијум, калај, антимон, телур, јод и ксенон. Ови елементи имају атомске бројеве између 37 и 54. У овој периоди укупно се налази 18 хемијских елемената.
хемијски елементи пете периоде
Групе 
1
2
3
4
5
6
7
8
9
10
11
12
13
14
15
16
17
18
#
Име
37
Rb
38
Sr
39
Y
40
Zr
41
Nb
42
Mo
43
Tc
44
Ru
45
Rh
46
Pd
47
Ag
48
Cd
49
In
50
Sn
51
Sb
52
Te
53
I
54
Xe